# 8 Top Pops
| Recensione | Giudizio |
| ---------- | -------- |
| AllMusic   |          |

8 Top Pops è un album del musicista statunitense Nat King Cole, pubblicato dalla casa discografica Capitol Records nell'ottobre del 1952 .
L'album fu ristampato sempre dalla Capitol Records (T-9110) nel 1955 con l'aggiunta di quattro brani.

## Tracce

### LP (H-9110)
Lato A
1. Somewhere Along the Way (Orchestra condotta da Nelson Riddle) – 2:49 (testo: Sammy Gallop – musica: Kurt Adams) – Registrato il 10 gennaio 1952 al "Capitol Studios", Hollywood, California
2. Walkin' My Baby Back Home (Orchestra condotta da Billy May) – 2:37 (testo: Roy Turk – musica: Fred E. Ahlert) – Registrato il 4 settembre 1951 al "Capitol Studios", Hollywood, California
3. Faith Can Move Mountains (Orchestra condotta da Nelson Riddle) – 3:08 (testo: Ben Raleigh – musica: Guy Wood) – Registrato il 12 agosto 1952 al "Capitol Studios", Hollywood, California
4. Funny (Not Much) (Orchestra condotta da Pete Rugolo) – 2:54 (Hughie Prince, Marcia Neil, Philip Broughton) – Registrato l'11 gennaio 1952 al "Capitol Studios", Hollywood, California

Lato B
1. Because You're Mine (Orchestra condotta da Nelson Riddle) – 3:08 (testo: Sammy Cahn – musica: Nicholas Brodszky) – Registrato il 31 luglio 1952 al "Capitol Studios", Hollywood, California
2. I'm Never Satisfied (Orchestra condotta da Nelson Riddle) – 2:11 (Herb Perry) – Registrato il 31 luglio 1952 al "Capitol Studios", Hollywood, California
3. The Ruby and the Pearl (Orchestra condotta da Les Baxter) – 3:11 (Jay Livingston, Ray Evans) – Registrato il 14 settembre 1951 al "Capitol Studios", Hollywood, California
4. A Weaver of Dreams (Orchestra condotta da Les Baxter) – 2:43 (Victor Young, Jack Elliott) – Registrato il 14 settembre 1951 al "Capitol Studios", Hollywood, California

### LP (T-9110)
Lato A
1. Somewhere Along the Way – 2:49 (testo: Sammy Gallop – musica: Kurt Adams)
2. Walkin' My Baby Back Home – 2:37 (testo: Roy Turk – musica: Fred E. Ahlert)
3. Faith Can Move Mountains – 3:08 (testo: Ben Raleigh – musica: Guy Wood)
4. Funny! (Not Much) – 2:54 (Hughie Prince, Marcia Neil, Philip Broughton)
5. Hold My Hand – 3:06 (Richard Myers, Jack Lawrence) – Registrato il 18 ottobre 1954 al "Capitol Studios", Hollywood, California
6. Teach Me Tonight (Orchestra condotta da Nelson Riddle) – 3:10 (testo: Sammy Cahn – musica: Gene de Paul) – Registrato il 18 ottobre 1954 al "Capitol Studios", Hollywood, California

Lato B
1. I'm Never Satisfied – 2:11 (Herb Perry)
2. Because You're Mine – 3:08 (testo: Sammy Cahn – musica: Nicholas Brodszky)
3. The Ruby and the Pearl – 3:11 (Jay Livingston, Ray Evans)
4. A Weaver of Dreams – 2:43 (Jack Elliott, Victor Young)
5. Papa Loves Mambo – 2:40 (Al Hoffman, Dick Manning, Bickley "Bix" Reichner) – Registrato il 18 ottobre 1954 al "Capitol Studios", Hollywood, California
6. If I Give My Heart to You (Orchestra condotta da Nelson Riddle) – 2:58 (Jimmie Crane, Al Jacobs, Jimmy Brewster) – Registrato il 18 ottobre 1954 al "Capitol Studios", Hollywood, California

## Formazione
Somewhere Along the Way
- Nat King Cole – voce
- Nelson Riddle – direttore d'orchestra
- Buddy Cole (probabile) – pianoforte, celeste
- Jack Collins – chitarra
- Charlie Harris – contrabbasso
- cori sconosciuti
- Altri musicisti sconosciuti
- Lee Gillette – produttore

Walkin' My Baby Back Home
- Nat King Cole – voce
- Billy May – direttore d'orchestra, arrangiamento
- John Best – tromba
- Conrad Gozzo – tromba
- Mannie Klein – tromba
- Ray Linn – tromba
- Ed Kusby – trombone
- Murray McEachern – trombone
- Tommy Pederson – trombone
- Jimmy Priddy – trombone
- Skeets Herfurt – sassofono alto
- Willie Schwartz – sassofono alto
- Fred Falensby – sassofono tenore
- Ted Nash – sassofono tenore
- Chuck Gentry – sassofono baritono
- Jimmie Rowles – pianoforte
- Barney Kessel – chitarra
- Phil Stephens – contrabbasso
- Alvin Stoller – batteria
- Lee Gillette – produttore

Faith Can Move Mountains
- Nat King Cole – voce
- Nelson Riddle – direttore d'orchestra
- Pete Candoli – tromba
- Mickey Mangano – tromba
- Vince DeRosa – corno francese
- Joe Howard – trombone
- Jimmy Priddy – trombone
- Harry Klee – woodwinds
- Ted Nash – woodwinds
- Champ Webb – woodwinds
- Buddy Cole – pianoforte, celeste
- John Collins – chitarra
- Charlie Harris – contrabbasso
- Lee Young – batteria
- Jack Costanzo – bongos
- Victor Bay – violino
- Alex Beller, – violino
- Harry Bluestone – violino
- Walter Edelstein – violino
- Henry Hill – violino
- Nat Ross – violino
- Mischa Russell – violino
- Felix Slatkin – violino
- Stan Harris – viola
- Dave Sterkin – viola
- Armand Kaproff – violoncello
- Eleanor Slatkin – violoncello
- Ann Mason Stockton – arpa
- Lee Gillette – produttore

Funny (Not Much)
- Nat King Cole – voce
- Pete Rugolo – direttore d'orchestra
- Conrad Gozzo – tromba
- Uan Rasey – tromba
- Shorty Rogers – tromba
- Joe Triscari – tromba
- Walter Benson – trombone
- Jimmy Priddy – trombone
- Si Zentner – trombone
- Gus Bivona – sassofono alto
- Alex Gershunoff – sassofono alto
- Bob Cooper, – sassofono tenore
- Don Lodice – sassofono tenore
- Chuck Gentry – sassofono baritono
- Buddy Cole – pianoforte
- John Collins – chitarra
- Charlie Harris – contrabbasso
- Shelly Manne – batteria
- Jack Costanzo – bongos, congas
- Lee Gillette – produttore

Because You're Mine / I'm Never Satisfied
- Nat King Cole – voce
- Nelson Riddle – direttore d'orchestra
- Pete Candoli – tromba
- Mannie Klein – tromba
- Carlton McBeath – tromba
- Ollie Mitchell – tromba
- Joe Howard – trombone
- Ed Kusby – trombone
- Paul Tanner – trombone
- Si Zentner – trombone
- Bob Lawson – woodwinds, sassofono, sassofono baritono
- Bob Cooper – sassofono tenore
- Buddy Cole – pianoforte
- John Collins – chitarra
- Charlie Harris – contrabbasso
- Lee Young – batteria
- Jack Costanzo – bongos
- Victor Bay – violino
- Alex Beller – violino
- Harry Bluestone – violino
- Walter Edelstein – violino
- Jacques Gasselin – violino
- Henry Hill – violino
- Erno Neufeld – violino
- Mischa Russell – violino
- Stan Harris – viola
- Dave Sterkin – viola
- Victor Gottlieb – violoncello
- Armand Kaproff – violoncello
- Ann Mason Stockton – arpa
- Lee Gillette – produttore

The Ruby and the Pearl / A Weaver of Dreams
- Nat King Cole – voce
- Les Baxter – direttore orchestra
- Componenti orchestra e cori d'accompagnamento sconosciuti
- Lee Gillette – produttore

Hold My Hand / Teach Me Tonight / Papa Loves Mambo / If I Give My Heart to You
- Nat King Cole – voce
- Nelson Riddle – direttore d'orchestra, arrangiamento (Hold My Hand)
- Billy May – direttore d'orchestra, arrangiamento (Teach Me Tonight)
- John Best – tromba
- Conrad Gozzo – tromba
- Mannie Klein – tromba
- Uan Rasey – tromba
- Ed Kusby – trombone
- Murray McEachern – trombone
- Tommy Pederson – trombone
- Si Zentner – trombone
- Skeets Herfurt – sassofono alto
- Willie Schwartz – sassofono alto
- Fred Falensby – sassofono tenore
- Ted Nash – sassofono tenore
- Chuck Gentry – sassofono baritono
- Jules Kinsler – flauto
- Jules Jacob – oboe
- Art Fleming – fagotto
- Joe Krechter – clarinetto
- Bill Miller – pianoforte, celeste
- Al Hendrickson – chitarra
- Joe Mondragon – contrabbasso
- Lee Young – batteria
- Steve Dweck – percussioni
- Alvin Stoller – percussioni
- Carlos Vidal – percussioni
- Victor Bay – violino
- Alex Beller – violino
- Mischa Russell – violino
- Eudice Shapiro – violino
- Paul Shure – violino
- Felix Slatkin – violino
- Alvin Dinkin – viola
- Stan Harris – viola
- Cy Bernard – violoncello
- Eleanor Slatkin – violoncello
- Ann Mason Stockton – arpa
- Lee Gillette – produttore